# Владиченська сільська рада
Владиче́нська сільська́ ра́да — адміністративно-територіальна одиниця та орган місцевого самоврядування в Болградському районі Одеської області. Адміністративний центр — село Владичень.

## Загальні відомості
Владиченська сільська рада утворена в 1944 році.
- Територія ради: 45,64 км²
- Населення ради: 1 263 особи (станом на 2001 рік)
- Водоймища на території, підпорядкованій даній раді: озеро Ялпуг

## Населені пункти
Сільській раді були підпорядковані населені пункти:
- с. Владичень

## Населення
Згідно з переписом 1989 року населення сільської ради становило 1450 осіб, з яких 684 чоловіки та 766 жінок.
За переписом населення 2001 року в сільській раді мешкало 1214 осіб.

### Мова
Розподіл населення за рідною мовою за даними перепису 2001 року:
| Мова       | Відсоток |
| ---------- | -------- |
| болгарська | 74,43 %  |
| російська  | 11,88 %  |
| гагаузька  | 5,3 %    |
| українська | 4,75 %   |
| молдовська | 3,17 %   |
| білоруська | 0,08 %   |
| вірменська | 0,08 %   |
| румунська  | 0,08 %   |

## Склад ради
Рада складалася з 16 депутатів та голови.
- Голова ради: Райчев Микола Миколайович
- Секретар ради: Ігнатова Марія Федорівна

### Керівний склад попередніх скликань
| Прізвище, ім'я, по батькові | Основні відомості                                                                      | Дата обрання | Дата звільнення |
| --------------------------- | -------------------------------------------------------------------------------------- | ------------ | --------------- |
| Райчев Микола Миколайович   | Сільський голова, 1960 року народження, освіта вища, безпартійний                      | 26.03.2006   | 31.10.2010      |
| Райчев Микола Миколайович   | Сільський голова, 1960 року народження, освіта вища, член Комуністичної партії України | 31.10.2010   |                 |

Примітка: таблиця складена за даними сайту Верховної Ради України

### Депутати
За результатами місцевих виборів 2010 року депутатами ради стали:

#### За суб'єктами висування
| Суб'єкт висування                                       | Кількість обраних депутатів | %    |
| ------------------------------------------------------- | --------------------------- | ---- |
| Комуністична партія України                             | 8                           | 50   |
| Партія регіонів                                         | 6                           | 37,5 |
| Політична партія Всеукраїнське об'єднання «Батьківщина» | 2                           | 12,5 |

#### За округами
| № округу                                                | Прізвище, ім'я, по батькові    | Дата визнання обраним | Освіта             | Партійна приналежність                        | Відомості про обраного депутата                                  |
| ------------------------------------------------------- | ------------------------------ | --------------------- | ------------------ | --------------------------------------------- | ---------------------------------------------------------------- |
| Комуністична партія України                             |                                |                       |                    |                                               |                                                                  |
| 1                                                       | Ганчев Анатолій Петрович       | 01.11.2010            | середня спеціальна | позапартійний                                 | фермерське господарство, голова                                  |
| 3                                                       | Ігнатова Марія Федорівна       | 01.11.2010            | вища               | позапартійна                                  | Владиченська сільська рада, секретар                             |
| 9                                                       | Колева Лариса Валеріївна       | 01.11.2010            | середня спеціальна | позапартійна                                  | Владиченська сільська рада, головний бухгалтер                   |
| 11                                                      | Сайтарли Марія Степанівна      | 01.11.2010            | середня спеціальна | позапартійна                                  | Владиченська сільська рада, начальник військово-облікового столу |
| 12                                                      | Сайтарли Валентина Вікторівна  | 01.11.2010            | середня            | позапартійна                                  | Владиченська сільська рада, бухгалтер                            |
| 13                                                      | Борган Віктор Васильович       | 01.11.2010            | середня            | позапартійний                                 | приватне підприємство «Спутник», водій                           |
| 14                                                      | Скрипник Олексій Вікторович    | 15.11.2010            | незакінчена вища   | позапартійний                                 |                                                                  |
| 15                                                      | Кунєва Світлана Мірчевна       | 01.11.2010            | середня спеціальна | позапартійна                                  | догляд за інвалідом 1-ї групи                                    |
| Партія регіонів                                         |                                |                       |                    |                                               |                                                                  |
| 4                                                       | Кацарська Клавдія Яківна       | 01.11.2010            | вища               | позапартійна                                  | Владиченський вузол зв'язку, начальник пошти                     |
| 5                                                       | Джамбаз Микола Георгійович     | 01.11.2010            | вища               | позапартійний                                 | пенсіонер                                                        |
| 6                                                       | Дойчева Валентина Василівна    | 01.11.2010            | вища               | член Партії регіонів                          | Владиченська загальноосвітня школа, вчитель                      |
| 7                                                       | Вальчева Олександра Григорівна | 01.11.2010            | вища               | член Партії регіонів                          | приватний підприємець                                            |
| 10                                                      | Радова Ніна Георгіївна         | 01.11.2010            | вища               | член Партії регіонів                          | пенсіонер                                                        |
| 16                                                      | Хрисова Віталіна Василівна     | 01.11.2010            | вища               | член Партії регіонів                          | Владиченська загальноосвітня школа                               |
| Політична партія Всеукраїнське об'єднання «Батьківщина» |                                |                       |                    |                                               |                                                                  |
| 2                                                       | Кіхай Галина Олександрівна     | 01.11.2010            | вища               | член Всеукраїнського об'єднання «Батьківщина» | Владиченська загальноосвітня школа, вчитель                      |
| 8                                                       | Хрисов В'ячеслав Миколайович   | 15.11.2010            | середня спеціальна | член Всеукраїнського об'єднання «Батьківщина» |                                                                  |